# جامعة إنديانا - جامعة بيردو إنديانابوليس
جامعة إنديانا - جامعة بيردو إنديانابوليس (بالإنجليزية: Indiana University – Purdue University Indianapolis)، تُعرف اختصارا بِـ IUPUI، هي الجامعة المشتركة الأولى بين جامعة بيردو وجامعة إنديانا في مدينة إنديانابوليس، إنديانا. جامعة إنديانا هي المشرفة على الجامعة والقائمة بأمورها الإداريَّة. تقدم الجامعة درجة البكالوريوس والدراسات العليا في تخصصات من كلا الجامعتين.

## البرامج الأكاديمية
تقدم الجامعة أكثر من 250 برنامج أكاديمي لطلابها، وتوضع ضمن أفضل عشرين جامعة في الولايات المتحدة من حيث عدد البرامج الأكاديمية المهنية والبرامج المتعلقة بالصحة التي تمنحها. يحتضن حرمها الجامعي كلية الطب بجامعة إنديانا، كلية طب الأسنان بجامعة إنديانا، كلية الفنون المتحررة بجامعة إنديانا، وكلية القانون بجامعة إنديانا. تفخر الجامعة أيضا باحتضانها لكليات إدارة الأعمال، التمريض، العمل الاجتماعي، الصحة العامة، الصحة والعلوم التأهيلية، والمعلومات التابعة لجامعة إنديانا، ومركز العمل الخيري، وكليات العلوم، والهندسة والتقنية التابعة لجامعة بيردو.
تعتبر كلية المعلومات بجامعة إنديانا، التي تأسست سنة 2000، أول كلية في الولايات المتحدة من هذا النوع. تقدم الجامعة أول برنامج لدرجة الدكتوراة في مجال المعلوماتية في الولايات المتحدة. الكلية تقدم تخصصات في المعلوماتية الحيوية، المعلوماتية الصحية، والتواصل البشري-الحاسوبي. كلية الهندسة والتقنية التابعة لجامعة بيردو هي الكلية الوحيدة في شمال أمريكا التي تقدم تخصص هندسة رياضة السيارات لطلابها.
جامعة إنديانا - جامعة بيردو إنديانابوليس تحوي طلابا من ولاية إنديانا أكثر من أي جامعة أخرى في الولاية. أيضا، تحوي الجامعة أكبر عدد من طلاب الدراسات العليا بين جميع جامعات الولاية. تقريبا 75٪ من الفصول الدراسية في الجامعة تحوي 25 طالبا أو أقل. الجامعة تحوي أكبر عدد من طلاب الأقليات من بين جميع فروع النظام الجامعي الخاص بجامعة إنديانا.
بالتعاون بين كلية الطب في الجامعة، ومركز آي يو سيمون للسرطان، وخمس مستشفيات في المنطقة، الجامعة تحتضن أبحاثا عن الأمراض المعدية، السرطان، والاضطرابات التنكسية.
مكتبة الجامعة تعتبر سباقة في التطبيقات التقنية لخدمات المكتبات. الجامعة تشارك في مشروع تطوير إنترنت 2. حيث يحتضن المشروع في مبنى المعلوماتية والتواصل وتقنية المعلومات.

## الكليات والأقسام

### البرامج التابعة لجامعة إنديانا
- كلية الفنون والتصميم
- كلية إدارة الأعمال
- كلية طب الأسنان
- كلية الدراسات التعليمية
- كلية الصحة العامة
- كلية الصحة والعلوم التأهيلية
- كلية المعلوماتية والحوسبة
- كلية الإعلام
- كلية القانون
- كلية الفنون المتحررة
- كلية الطب
- كلية الموسيقى
- كلية التمريض
- كلية التربية البدنية والإدارة السياحية
- كلية العلاقات العامة والبيئية
- كلية الأعمال الاجتماعية
- كلية الإنسانية والإحسان

### البرامج التابعة لجامعة بيردو
- كلية الهندسة والعلوم التقنية
- كلية العلوم

## التاريخ
ظهرت جامعة إنديانا - جامعة بيردو إنديانابوليس في عام 1969 بعد دمج فرعي جامعتي إنديانا وبيردو في مدينة إنديانابوليس. الجدير بالذكر، أن بعض أقسام الجامعة تأسست قبل هذا الاندماج. على سبيل المثال، كلية الطب، كلية القانون، كلية الفنون، كلية طب الأسنان، وكلية الفنون المتحررة كلها تأسست قبل ظهور جامعة إنديانا - جامعة بيردو إنديانابوليس بعقود بأسماء أخرى أو كجزء من كليات تم ضمها أو الاستحواذ عليها.
تم اقتراح فكرة إنشاء جامعة إنديانا - جامعة بيردو إنديانابوليس بعد تشكيل مؤسسة إنديانا بيردو في فورت وين سنة 1958، والذي أسفر عن تأسيس جامعة إنديانا - جامعة بيردو فورت وين. مؤسسة إنديانا بيردو في فورت وين غير مرتبطة بجامعة إنديانا - جامعة بيردو إنديانابوليس، لكن الربط بين الجامعتين حث الجهات الرسمية في إنديانابوليس على التفكير في فعل نفس الشيء ولكن في إنديانابوليس هذه المرة. بالإضافة للكليات المهنية التي تم ضمها لاحقا، كان لجامعة إنديانا فرع في مدينة إنديانابوليس منذ 1916، ولجامعة بيردو فرع آخر منذ 1946.
تم اختيار الحرم الجامعي لكلية الطب بجامعة إنديانا الذي يقع في الجهة الغربية من إنديانابوليس ليكون الموقع الذي سيحتضن الحرم الجامعي لما سيعرف لاحقا بجامعة إنديانا - جامعة بيردو إنديانابوليس. قبل تأسيس الجامعة، كان لجامعتي بيردو وانديانا كليات موزعة على مناطق مختلفة من إنديانابوليس. بعد تأسيس الجامعة ونقل هذه الكليات لمقرها الجديد، حصلت بعض هذه الكليات على مباني مخصصة للأغراض التعليمية بدل المباني المكتبية السابقة.